# Óscar Peña
Óscar Luis Peña Hernández (Santa Cruz de La Palma, 7 de enero de 1964) es un exjugador de baloncesto español. Con 1.95 de estatura, su puesto natural en la cancha era el de alero.

## Trayectoria
- Cantera Real Madrid.
- Club Baloncesto Valladolid (1983-1987)
- Club Baloncesto Canarias (1987-1988)
- Club Baloncesto Breogán (1988-1992)
- Gijón Baloncesto (1992-1993)
- UB La Palma (1993-1998)